# 대한민국 제21대 국회의원 선거 선거구 획정
대한민국 제21대 국회의원 선거 선거구 획정은 다음과 같다

## 진행
2019년 초 획정위는 구성되었으나 선거제의 미확정으로 획정에 착수하지 못했다. 2019년 12월 27일 국회 본회의에서 공직선거법 개정안이 통과됨에 따라 '지역구 253석·비례대표 47석' 등 300석으로 의석수는 확정되었다. 그 뒤 범진보진영 집권여당 민주당·정의당·바른미래당 당권파·민주평화당·대안신당는 전북 김제시·부안군을 하한선으로 두고 경기 안산시 상록구와 단원구 그리고 서울 강남구이나 노원구를 통폐합하고 경기 화성시,강원 춘천시,전남 순천시를 분구하는 쪽으로 주장하고, 반면 제1야당 한국당과 바른미래당 비당권파는 경기 동두천시·연천군을 하한선으로 두고 경기 군포시를 통폐합하는 쪽으로 주장하였다. 또한 평균인구수 방식도 하한선으로 제안되었다. 원내교섭단체 더불어민주당과 미래통합당 그라고 민주통합 의원 모임은 최근 인구가 증가하고 있는 단독 선거구 세종시를 갑을 선거구으로 분구를 하고 경기 군포시를 통합 해야하는 의견에 대해서는 공감하고 있다. 
2020년 3월 5일 국회 본회의에서 선거구 획정위가 다시 제출한 21대 총선 선거구 수정안을 통과했다. 그러나 경기 화성시나 남양주시, 서울 송파구가 안산시보다 인구가 많은데도 화성시 봉담읍을 분할하는 특례까지 만들어가면서 안산시는 4석, 화성시·남양주시·송파구는 3석으로 하여 위헌성 논란을 불러일으키고 있다. 광역자치단체에서도 대전광역시가 광주광역시보다 인구가 2만 명 더 많음에도 불구하고 대전은 7석, 광주는 8석이어서 문제가 있기도 한다.
강원 춘천시와 전남 순천시를 일부 떼어 다른 지자체와 묶되 인구가 적은 부산 남구는 단독으로 분구한 것, 순천시에서 해룡면을 분할하여 인구 26만 2천명을 가진 선거구에 집어넣은 것이 게리맨더링 사례로 지적되고 있다. 제21대 국회의원 선거 전라남도 순천시 선거구 획정 헌법소원은 기각으로 끝났다.

## 선관위 제출 원안
- 선거구 변동사항

| 지역 | 20대 국회 지역구                   | 21대 국회 지역구                          | 비교      |
| ---- | ---------------------------------- | ----------------------------------------- | --------- |
| 서울 | 노원구 갑/을/병                    | 노원구 갑/을                              | 1석 감소  |
| 인천 | 중구·동구·강화군·옹진군            | 중구·강화군·옹진군                        | 구역 조정 |
| 인천 | 남구 갑/을                         | 동구·미추홀구 갑/을                       | 구역 조정 |
| 세종 | 세종특별자치시                     | 세종특별자치시 갑/을                      | 1석 증가  |
| 경기 | 부천시 원미구 갑/을                | 부천시 갑/을/병/정                        | 명칭 변경 |
| 경기 | 부천시 오정구                      | 부천시 갑/을/병/정                        | 명칭 변경 |
| 경기 | 부천시 소사구                      | 부천시 갑/을/병/정                        | 명칭 변경 |
| 경기 | 안산시 단원구 갑/을                | 안산시 갑/을/병                           | 1석 감소  |
| 경기 | 안산시 상록구 갑/을                | 안산시 갑/을/병                           | 1석 감소  |
| 경기 | 화성시 갑/을/병                    | 화성시 갑/을/병/정                        | 1석 증가  |
| 강원 | 춘천시                             | 춘천시 갑/을                              | 1석 증가  |
| 강원 | 강릉시                             | 강릉시·양양군                             | 구역 조정 |
| 강원 | 속초시·양양군·고성군               | 속초시·철원군·화천군·양구군·인제군·고성군 | 구역 조정 |
| 강원 | 홍천군·철원군·화천군·양구군·인제군 | 홍천군·횡성군·영월군·평창군·정선군        | 구역 조정 |
| 강원 | 태백시·횡성군·영월군·평창군·정선군 | 동해시·태백시·삼척시                      | 구역 조정 |
| 강원 | 동해시·삼척시                      | 동해시·태백시·삼척시                      | 구역 조정 |
| 전남 | 목포시                             | 목포시·신안군                             | 구역 조정 |
| 전남 | 영암군·무안군·신안군               | 나주시·화순군·영암군                      | 구역 조정 |
| 전남 | 나주시·화순군                      | 나주시·화순군·영암군                      | 구역 조정 |
| 전남 | 담양군·함평군·영광군·장성군        | 광양시·담양군·곡성군·구례군               | 구역 조정 |
| 전남 | 광양시·곡성군·구례군               | 무안군·함평군·영광군·장성군               | 구역 조정 |
| 전남 | 순천시                             | 순천시 갑/을                              | 1석 증가  |
| 경북 | 안동시                             | 안동시·예천군                             | 구역 조정 |
| 경북 | 영주시·문경시·예천군               | 영주시·울진군·영양군·봉화군               | 구역 조정 |
| 경북 | 영덕군·울진군·봉화군·영양군        | 영덕군·청송군·군위군·의성군               | 구역 조정 |
| 경북 | 상주시·군위군·의성군·청송군        | 상주시·문경시                             | 구역 조정 |

## 여야의 수정 요구
- 민주당은 인구 하한선을 전북 김제ㆍ부안을 기준해서 서울 강남구,노원구를 통폐합하고 전남 순천시,경기 화성시,강원 춘천시를 분구해야 한다고 주장했다.
- 미래통합당은 인구 하한선을 경기 동두천ㆍ연천을 기준해서 기존 농어촌 지역구를 존속하고 농어촌 지역구 5개 이상 지역구가 생기면 안된다고 주장했다.
- 여야 모두는 세종시를 분구하고 경기 군포시를 통폐합를 해야 한다는 의견 대해서 동의했다.

## 최종 확정안
- 선거구 변동사항

| 지역 | 20대 국회 지역구                   | 21대 국회 지역구                  | 비교                |
| ---- | ---------------------------------- | --------------------------------- | ------------------- |
| 인천 | 중구·동구·강화군·옹진군            | 중구·강화군·옹진군                | 구역 조정 명칭 변경 |
| 인천 | 남구 갑/을                         | 동구·미추홀구 갑/을               | 구역 조정 명칭 변경 |
| 세종 | 세종특별자치시                     | 세종특별자치시 갑/을              | 분구                |
| 경기 | 부천시 원미구 갑/을                | 부천시 갑/을/병/정                | 명칭 변경           |
| 경기 | 부천시 오정구                      | 부천시 갑/을/병/정                | 명칭 변경           |
| 경기 | 부천시 소사구                      | 부천시 갑/을/병/정                | 명칭 변경           |
| 경기 | 군포시 갑/을                       | 군포시                            | 통합                |
| 강원 | 춘천시                             | 춘천시·철원군·화천군·양구군 갑/을 | 구역 조정           |
| 강원 | 홍천군·철원군·화천군·양구군·인제군 | 춘천시·철원군·화천군·양구군 갑/을 | 구역 조정           |
| 강원 | 동해시·삼척시                      | 동해시·태백시·삼척시·정선군       | 구역 조정           |
| 강원 | 속초시·양양군·고성군               | 속초시·인제군·고성군·양양군       | 구역 조정           |
| 강원 | 태백시·횡성군·영월군·평창군·정선군 | 홍천군·횡성군·영월군·평창군       | 구역 조정           |
| 전남 | 순천시                             | 순천시·광양시·곡성군·구례군 갑/을 | 구역 조정           |
| 전남 | 광양시·곡성군·구례군               | 순천시·광양시·곡성군·구례군 갑/을 | 구역 조정           |
| 경북 | 안동시                             | 안동시·예천군                     | 구역 조정           |
| 경북 | 영주시·문경시·예천군               | 영주시·영양군·봉화군·울진군       | 구역 조정           |
| 경북 | 상주시·군위군·의성군·청송군        | 상주시·문경시                     | 구역 조정           |
| 경북 | 영덕군·울진군·봉화군·영양군        | 군위군·의성군·청송군·영덕군       | 구역 조정           |

- 상세

| 시·도 | 제20대 총선 지역구                 | 제20대 총선 지역구 | 제21대 총선 지역구             | 제21대 총선 지역구 | 변경 내용                                                       |
| ----- | ---------------------------------- | --- | ------------------------------ | --- | --------------------------------------------------------------- |
| 부산  | 남구 갑                            | 대연1동, 대연3동, 대연4동, 대연5동, 대연6동, 문현1동, 문현2동, 문현3동, 문현4동                                               | 남구 갑                        | 대연4동, 대연5동, 대연6동, 용당동, 감만1동, 감만2동, 우암동, 문현1동, 문현2동, 문현3동, 문현4동                                                                                              | 대연1동, 대연3동이 을로                                         |
| 부산  | 남구 을                            | 용호1동, 용호2동, 용호3동, 용호4동, 용당동, 감만1동, 감만2동, 우암동                                                          | 남구 을                        | 대연1동, 대연3동, 용호1동, 용호2동, 용호3동, 용호4동 | 용당동, 감만1동, 감만2동, 우암동이 갑으로                       |
| 인천  | 중구·동구·강화군·옹진군            | 중구 전 지역, 동구 전 지역, 강화군 전 지역, 옹진군 전 지역                                                                    | 중구·강화군·옹진군             | 중구 전 지역, 강화군 전 지역, 옹진군 전 지역 | 동구가 동구·미추홀구 갑으로 통합, 명칭 변경                     |
| 인천  | 남구 갑                            | 도화1동, 도화2·3동, 주안1동, 주안2동, 주안3동, 주안4동, 주안5동, 주안6동, 주안7동, 주안8동                                    | 동구·미추홀구 갑               | 미추홀구 도화1동, 도화2·3동, 주안1동, 주안2동, 주안3동, 주안4동, 주안5동, 주안6동, 주안7동, 주안8동, 동구 전 지역                                                                            | 동구가 동구·미추홀구 갑으로 통합, 명칭 변경                     |
| 인천  | 남구 을                            | 숭의1·3동, 숭의2동, 숭의4동, 용현1·4동, 용현2동, 용현3동, 용현5동, 학익1동, 학익2동, 관교동, 문학동                           | 동구·미추홀구 을               | 미추홀구 숭의1·3동, 숭의2동, 숭의4동, 용현1·4동, 용현2동, 용현3동, 용현5동, 학익1동, 학익2동, 관교동, 문학동                                                                                 | 명칭 변경                                                       |
| 인천  | 서구 갑                            | 청라1동, 청라2동, 가정1동, 가정2동, 가정3동, 석남1동, 석남2동, 석남3동, 신현원창동, 가좌1동, 가좌2동, 가좌3동, 가좌4동        | 서구 갑                        | 청라1동, 청라2동, 가정1동, 가정2동, 가정3동, 석남1동, 석남2동, 석남3동, 신현원창동, 가좌1동, 가좌2동, 가좌3동, 가좌4동                                                                       | 청라2동 일부가 을(청라3동 일부)로                               |
| 인천  | 서구 을                            | 검암경서동, 연희동, 검단1동, 검단2동, 검단3동, 검단4동, 검단5동                                                               | 서구 을                        | 검암경서동, 연희동, 청라3동, 검단동, 불로대곡동, 원당동, 당하동, 오류왕길동, 마전동 | 청라2동 일부가 을(청라3동 일부)로                               |
| 세종  | 세종특별자치시                     | 세종특별자치시 전 지역 | 세종특별자치시 갑              | 부강면, 금남면, 장군면, 한솔동, 새롬동, 도담동, 소담동, 보람동, 대평동 | 분구                                                            |
| 세종  | 세종특별자치시                     | 세종특별자치시 전 지역 | 세종특별자치시 을              | 조치원읍, 연기면, 연동면, 연서면, 전의면, 전동면, 소정면, 아름동, 종촌동, 고운동 | 분구                                                            |
| 경기  | 수원시 정                          | 영통구 매탄1동, 매탄2동, 매탄3동, 매탄4동, 원천동, 영통1동, 광교1동, 광교2동                                                  | 수원시 정                      | 영통구 매탄1동, 매탄2동, 매탄3동, 매탄4동, 원천동, 영통1동, 광교1동, 광교2동 | 영통1동 일부가 무(영통3동 일부)로                               |
| 경기  | 수원시 무                          | 권선구 세류1동, 세류2동, 세류3동, 권선1동, 권선2동, 곡선동, 영통구 영통2동, 태장동                                            | 수원시 무                      | 권선구 세류1동, 세류2동, 세류3동, 권선1동, 권선2동, 곡선동, 영통구 영통2동, 영통3동, 망포1동, 망포2동                                                                                        | 영통1동 일부가 무(영통3동 일부)로                               |
| 경기  | 부천시 원미구 갑                   | 심곡1동, 심곡2동, 심곡3동, 원미1동, 원미2동, 소사동, 역곡1동, 역곡2동, 춘의동, 도당동                                         | 부천시 갑                      | 심곡동, 부천동 | 명칭 변경                                                       |
| 경기  | 부천시 원미구 을                   | 약대동, 중동, 중1동, 중2동, 중3동, 중4동, 상동, 상1동, 상2동, 상3동                                                           | 부천시 을                      | 중동, 신중동, 상동 | 명칭 변경                                                       |
| 경기  | 부천시 소사구                      | 소사구 전 지역 | 부천시 병                      | 대산동, 소사본동, 범안동 | 명칭 변경                                                       |
| 경기  | 부천시 오정구                      | 오정구 전 지역 | 부천시 정                      | 성곡동, 오정동 | 명칭 변경                                                       |
| 경기  | 광명시 갑                          | 광명1동, 광명2동, 광명3동, 광명4동, 광명5동, 광명6동, 광명7동, 철산1동, 철산2동, 철산4동                                      | 광명시 갑                      | 광명1동, 광명2동, 광명3동, 광명4동, 광명5동, 광명6동, 광명7동, 철산1동, 철산2동, 철산3동, 철산4동                                                                                            | 철산3동이 갑으로                                                |
| 경기  | 광명시 을                          | 철산3동, 하안1동, 하안2동, 하안3동, 하안4동, 소하1동, 소하2동, 학온동                                                         | 광명시 을                      | 하안1동, 하안2동, 하안3동, 하안4동, 소하1동, 소하2동, 학온동 | 철산3동이 갑으로                                                |
| 경기  | 평택시 갑                          | 진위면, 서탄면, 중앙동, 서정동, 송탄동, 지산동, 송북동, 신장1동, 신장2동, 통복동, 세교동                                      | 평택시 갑                      | 진위면, 서탄면, 중앙동, 서정동, 송탄동, 지산동, 송북동, 신장1동, 신장2동, 통복동, 비전1동, 세교동                                                                                            | 비전1동이 갑으로                                                |
| 경기  | 평택시 을                          | 팽성읍, 안중읍, 고덕면, 오성면, 청북면, 포승읍, 현덕면, 신평동, 원평동, 비전1동, 비전2동                                      | 평택시 을                      | 팽성읍, 안중읍, 포승읍, 청북읍, 고덕면, 오성면, 현덕면, 신평동, 원평동, 비전2동, 용이동 | 비전1동이 갑으로                                                |
| 경기  | 고양시 갑                          | 덕양구 주교동, 원신동, 흥도동, 성사1동, 성사2동, 고양동, 관산동, 화정1동, 화정2동, 일산동구 식사동                            | 고양시 갑                      | 덕양구 주교동, 원신동, 흥도동, 성사1동, 성사2동, 고양동, 관산동, 화정1동, 화정2동 | 식사동이 병으로                                                 |
| 경기  | 고양시 을                          | 덕양구 효자동, 신도동, 창릉동, 능곡동, 행주동, 행신1동, 행신2동, 행신3동, 화전동, 대덕동                                      | 고양시 을                      | 덕양구 효자동, 삼송동, 창릉동, 능곡동, 행주동, 행신1동, 행신2동, 행신3동, 화전동, 대덕동, 일산동구 백석1동, 백석2동                                                                          | 백석1동, 백석2동이 을로                                         |
| 경기  | 고양시 병                          | 일산동구 중산동, 정발산동, 풍산동, 백석1동, 백석2동, 마두1동, 마두2동, 장항1동, 장항2동, 고봉동, 일산서구 일산2동             | 고양시 병                      | 일산동구 식사동, 중산동, 정발산동, 풍산동, 마두1동, 마두2동, 장항1동, 장항2동, 고봉동, 일산서구 일산2동                                                                                      | 백석1동, 백석2동이 을로                                         |
| 경기  | 군포시 갑                          | 군포1동, 군포2동, 산본1동, 금정동, 대야동                                                                                     | 군포시                         | 군포시 전 지역 | 통합                                                            |
| 경기  | 군포시 을                          | 산본2동, 재궁동, 오금동, 수리동, 궁내동, 광정동                                                                               | 군포시                         | 군포시 전 지역 | 통합                                                            |
| 경기  | 용인시 을                          | 기흥구 신갈동, 영덕동, 구갈동, 상갈동, 기흥동, 서농동, 상하동                                                                 | 용인시 을                      | 기흥구 신갈동, 영덕1동, 영덕2동, 구갈동, 상갈동, 보라동, 기흥동, 서농동, 동백3동, 상하동 | 상현2동이 정으로, 동백동 일부가 을(동백3동)로, 죽전2동이 병으로 |
| 경기  | 용인시 병                          | 수지구 풍덕천1동, 풍덕천2동, 신봉동, 동천동, 상현1동, 상현2동, 성복동                                                         | 용인시 병                      | 수지구 풍덕천1동, 풍덕천2동, 신봉동, 죽전2동, 동천동, 상현1동, 성복동 | 상현2동이 정으로, 동백동 일부가 을(동백3동)로, 죽전2동이 병으로 |
| 경기  | 용인시 정                          | 기흥구 구성동, 마북동, 동백동, 보정동, 수지구 죽전1동, 죽전2동                                                                | 용인시 정                      | 기흥구 구성동, 마북동, 동백1동, 동백2동, 보정동, 수지구 죽전1동, 상현2동 | 상현2동이 정으로, 동백동 일부가 을(동백3동)로, 죽전2동이 병으로 |
| 경기  | 화성시 갑                          | 우정읍, 향남읍, 남양읍, 매송면, 비봉면, 마도면, 송산면, 서신면, 팔탄면, 장안면, 양감면, 정남면                                | 화성시 갑                      | 봉담읍(분천리, 왕림리, 세곡리, 당하리, 마하리, 유리, 덕리, 덕우리, 하가등리, 상기리), 우정읍, 향남읍, 남양읍, 매송면, 비봉면, 마도면, 송산면, 서신면, 팔탄면, 장안면, 양감면, 정남면, 새솔동 | 동탄3동이 병으로, 봉담읍 일부가 갑으로                          |
| 경기  | 화성시 을                          | 동탄면, 동탄1동, 동탄2동, 동탄3동, 동탄4동                                                                                    | 화성시 을                      | 동탄1동, 동탄2동, 동탄4동, 동탄5동, 동탄6동, 동탄7동, 동탄8동 | 동탄3동이 병으로, 봉담읍 일부가 갑으로                          |
| 경기  | 화성시 병                          | 봉담읍, 진안동, 병점1동, 병점2동, 반월동, 기배동, 화산동                                                                      | 화성시 병                      | 봉담읍(상리, 내리, 수영리, 동화리, 와우리, 수기리), 진안동, 병점1동, 병점2동, 반월동, 기배동, 화산동, 동탄3동                                                                                | 동탄3동이 병으로, 봉담읍 일부가 갑으로                          |
| 강원  | 춘천시                             | 춘천시 전 지역 | 춘천시·철원군·화천군·양구군 갑 | 춘천시 동산면, 신동면, 남면, 동내면, 남산면, 교동, 조운동, 약사명동, 근화동, 소양동, 후평1동, 후평2동, 후평3동, 효자1동, 효자2동, 효자3동, 석사동, 퇴계동, 강남동                            |                                                                 |
| 강원  | 홍천군·철원군·화천군·양구군·인제군 | 홍천군 전 지역, 철원군 전 지역, 화천군 전 지역, 양구군 전 지역, 인제군 전 지역                                                | 춘천시·철원군·화천군·양구군 을 | 춘천시 신북읍, 동면, 서면, 사북면, 북산면, 신사우동, 철원군 전 지역, 화천군 전 지역, 양구군 전 지역                                                                                          |                                                                 |
| 강원  | 동해시·삼척시                      | 동해시 전 지역, 삼척시 전 지역                                                                                                | 동해시·태백시·삼척시·정선군    | 동해시 전 지역, 태백시 전 지역, 삼척시 전 지역, 정선군 전 지역 |                                                                 |
| 강원  | 속초시·고성군·양양군               | 속초시 전 지역, 고성군 전 지역, 양양군 전 지역                                                                                | 속초시·인제군·고성군·양양군    | 속초시 전 지역, 인제군 전 지역, 고성군 전 지역, 양양군 전 지역 |                                                                 |
| 강원  | 태백시·횡성군·영월군·평창군·정선군 | 태백시 전 지역, 횡성군 전 지역, 영월군 전 지역, 평창군 전 지역, 정선군 전 지역                                                | 홍천군·횡성군·영월군·평창군    | 홍천군 전 지역, 횡성군 전 지역, 영월군 전 지역, 평창군 전 지역 |                                                                 |
| 전북  | 전주시 을                          | 완산구 서신동, 삼천1동, 삼천2동, 삼천3동, 효자1동, 효자2동, 효자3동, 효자4동                                                  | 전주시 을                      | 완산구 서신동, 삼천1동, 삼천2동, 삼천3동, 효자1동, 효자2동, 효자3동, 효자4동, 효자5동 | 효자4동 일부가 병(혁신동 일부)으로                              |
| 전북  | 전주시 병                          | 덕진구 진북동, 인후1동, 인후2동, 덕진동, 금암1동, 금암2동, 팔복동, 우아1동, 우아2동, 호성동, 송천1동, 송천2동, 조촌동, 동산동 | 전주시 병                      | 덕진구 진북동, 인후1동, 인후2동, 덕진동, 금암1동, 금암2동, 팔복동, 우아1동, 우아2동, 호성동, 송천1동, 송천2동, 조촌동, 여의동, 혁신동                                                        | 효자4동 일부가 병(혁신동 일부)으로                              |
| 전북  | 익산시 갑                          | 함열읍, 오산면, 황등면, 함라면, 웅포면, 성당면, 용안면, 용동면, 중앙동, 평화동, 남중동, 모현동, 송학동, 신동, 인화동, 마동    | 익산시 갑                      | 함열읍, 오산면, 황등면, 함라면, 웅포면, 성당면, 용안면, 망성면, 용동면, 중앙동, 평화동, 남중동, 모현동, 송학동, 신동, 인화동, 마동                                                           | 망성면이 갑으로                                                 |
| 전북  | 익산시 을                          | 낭산면, 망성면, 여산면, 금마면, 왕궁면, 춘포면, 삼기면, 동산동, 영등1동, 영등2동, 어양동, 팔봉동, 삼성동                      | 익산시 을                      | 낭산면, 여산면, 금마면, 왕궁면, 춘포면, 삼기면, 동산동, 영등1동, 영등2동, 어양동, 팔봉동, 삼성동                                                                                             | 망성면이 갑으로                                                 |
| 전남  | 여수시 갑                          | 돌산읍, 남면, 삼산면, 동문동, 한려동, 중앙동, 충무동, 광림동, 서강동, 대교동, 국동, 월호동, 여서동, 문수동, 미평동, 만덕동    | 여수시 갑                      | 돌산읍, 남면, 삼산면, 동문동, 한려동, 중앙동, 충무동, 광림동, 서강동, 대교동, 국동, 월호동, 여서동, 문수동, 미평동, 만덕동, 삼일동, 묘도동                                                   | 삼일동, 묘도동이 갑으로                                         |
| 전남  | 여수시 을                          | 소라면, 율촌면, 화양면, 화정면, 둔덕동, 쌍봉동, 시전동, 여천동, 주삼동, 삼일동, 묘도동                                        | 여수시 을                      | 소라면, 율촌면, 화양면, 화정면, 둔덕동, 쌍봉동, 시전동, 여천동, 주삼동 | 삼일동, 묘도동이 갑으로                                         |
| 전남  | 순천시                             | 순천시 전 지역 | 순천시·광양시·곡성군·구례군 갑 | 순천시 승주읍, 서면, 황전면, 월등면, 주암면, 송광면, 외서면, 낙안면, 별량면, 상사면, 향동, 매곡동, 삼산동, 조곡동, 덕연동, 풍덕동, 남제동, 저전동, 장천동, 중앙동, 도사동, 왕조1동, 왕조2동  | 순천시 일부가 순천시·광양시·곡성군·구례군 을로                  |
| 전남  | 광양시·곡성군·구례군               | 광양시 전 지역, 곡성군 전 지역, 구례군 전 지역                                                                                | 순천시·광양시·곡성군·구례군 을 | 순천시 해룡면, 광양시 전 지역, 곡성군 전 지역, 구례군 전 지역 | 순천시 일부가 순천시·광양시·곡성군·구례군 을로                  |
| 경북  | 안동시                             | 안동시 전 지역 | 안동시·예천군                  | 안동시 전 지역, 예천군 전 지역 |                                                                 |
| 경북  | 영양군·영덕군·봉화군·울진군        | 영양군 전 지역, 영덕군 전 지역, 봉화군 전 지역, 울진군 전 지역                                                                | 영주시·영양군·봉화군·울진군    | 영주시 전 지역, 영양군 전 지역, 봉화군 전 지역, 울진군 전 지역 |                                                                 |
| 경북  | 영주시·문경시·예천군               | 영주시 전 지역, 문경시 전 지역, 예천군 전 지역                                                                                | 상주시·문경시                  | 상주시 전 지역, 문경시 전 지역 |                                                                 |
| 경북  | 상주시·군위군·의성군·청송군        | 상주시 전 지역, 군위군 전 지역, 의성군 전 지역, 청송군 전 지역                                                                | 군위군·의성군·청송군·영덕군    | 군위군 전 지역, 의성군 전 지역, 청송군 전 지역, 영덕군 전 지역 |                                                                 |
| 경남  | 김해시 갑                          | 진영읍, 한림면, 생림면, 상동면, 대동면, 동상동, 회현동, 부원동, 북부동, 활천동, 삼안동, 불암동                                | 김해시 갑                      | 진영읍, 한림면, 생림면, 상동면, 대동면, 동상동, 부원동, 북부동, 활천동, 삼안동, 불암동 | 회현동이 을로                                                   |
| 경남  | 김해시 을                          | 주촌면, 진례면, 내외동, 칠산서부동, 장유1동, 장유2동, 장유3동                                                                 | 김해시 을                      | 주촌면, 진례면, 회현동, 내외동, 칠산서부동, 장유1동, 장유2동, 장유3동 | 회현동이 을로                                                   |

### 21대 총선 선거구 기준 인구수
- 최대 인구 경기 화성시 을 30만6909명
- 최소 인구 부산 남구 을 13만4815명